# Южный порт Палдиски
Ю́жный порт Па́лдиски (эст. Paldiski Lõunasadam, код: EEPLS), ранее также Южный порт (эст. Lõunasadam) — морской торговый и пассажирский порт в Эстонии. Расположен на берегу Финского залива, на юго-западном побережье полуострова Пакри, рядом с Северным портом Палдиски. Владелец и оператор порта — государственное акционерное общество Tallinna Sadam AS (Порт Таллина). Адрес порта: ул. Лыунасадама, 11.

## История
На протяжении веков в западной части полуострова Пакри располагались гавани. В XVII веке место современного Палдиски стало постоянно использоваться шведским флотом. До середины XX века в районе Южного порта был только один причал с эллингом. Началом развития порта можно считать 1946 год, когда был построен волнолом. В 1951 году был построен угловой волнорез длиной более 200 метров и пристань. В 1962 году советское правительство приняло решение создать в Палдиски секретный учебно-тренировочный центр атомных подводных лодок. Акватория местами была углублена до 12—14 метров. В ходе распада Советского Союза Советская армия окончательно покинула Палдиски 2 сентября 1994 года.
Южный порт Палдиски был основан в августе 1993 года как структурная единица Таллинского порта, это его второй по величине грузовой порт, является портом лендлорд-типа. Условным началом деятельности торгового порта можно считать январь 1994 года, когда в качестве первого гражданского судна из порта вышло судно с грузом щебня. В первые годы работы порта главным видом перевозок был транзит, затем порт сосредоточился в основном на эстонском экспорте и импорте. Порт переваливает грузы судов ро-ро (это основная специализация), металлолом, древесину, торф, топливные гранулы и нефтепродукты, а также продукцию химической и пищевой промышленности. Выгодное географическое расположение порта создаёт дополнительные возможности для развития линейного судоходства.
Одними из самых больших преимуществ порта являются его географическое положение и оказываемые складские услуги. Ежегодно через порт проходит около 20 млн тонн грузов.
С сентября по май порт используют рыболовные суда, принадлежащие нескольким компаниям рыбной промышленности. Бо́льшую часть рыбы транспортируют с рыболовных судов автоцистернами на рыбный завод на мысе Пакри. Рыболовные суда также используют порт в качестве убежища в штормовую погоду.
Южный порт постоянно развивается. В 2012 году здесь был построен терминал для топливных гранул стоимостью в миллион евро, первое судно с гранулами из Имавереского завода концерна «Stora Enso Eesti» вышло в Данию 27 января 2012 года. Были построены два новых склада площадью 2700 м² и система взвешивания, приобретена новая перевалочная техника.
В 2014 году совет Таллинского порта одобрил инвестиции в размере 1,8 млн евро в углубление акватории Южного порта. Это позволило порту принимать более крупные суда с брутто-регистровым тоннажем до 75 000 GT. Поворотный круг и канал акватории порта были углублены с 13,5 метров до 14,5 метров.
В 2019 году Евросоюз принял решение инвестировать более 117 млн евро в 39 транспортных проектов, которые должны были создать важные связи по всей Европе. Южный порт Палдиски также получил финансирование из этого проекта: на его дноуглубление было выделено 1,305 млн евро. Общий бюджет проекта развития порта составил 6 млн евро и кроме дноуглубительных работ включал в себя также геологические и экологические исследования.
Весной 2023 года было запланировано строительство нового причала, который будет использоваться для транспортировки грузов военного назначения и обслуживания ветряных электростанций. Стоимость этого проекта составляет около 56 млн евро.

## Описание порта
Территория порта — 123,0 га, площадь акватории — 147,0 га. Период навигации — с 1 января по 31 декабря.

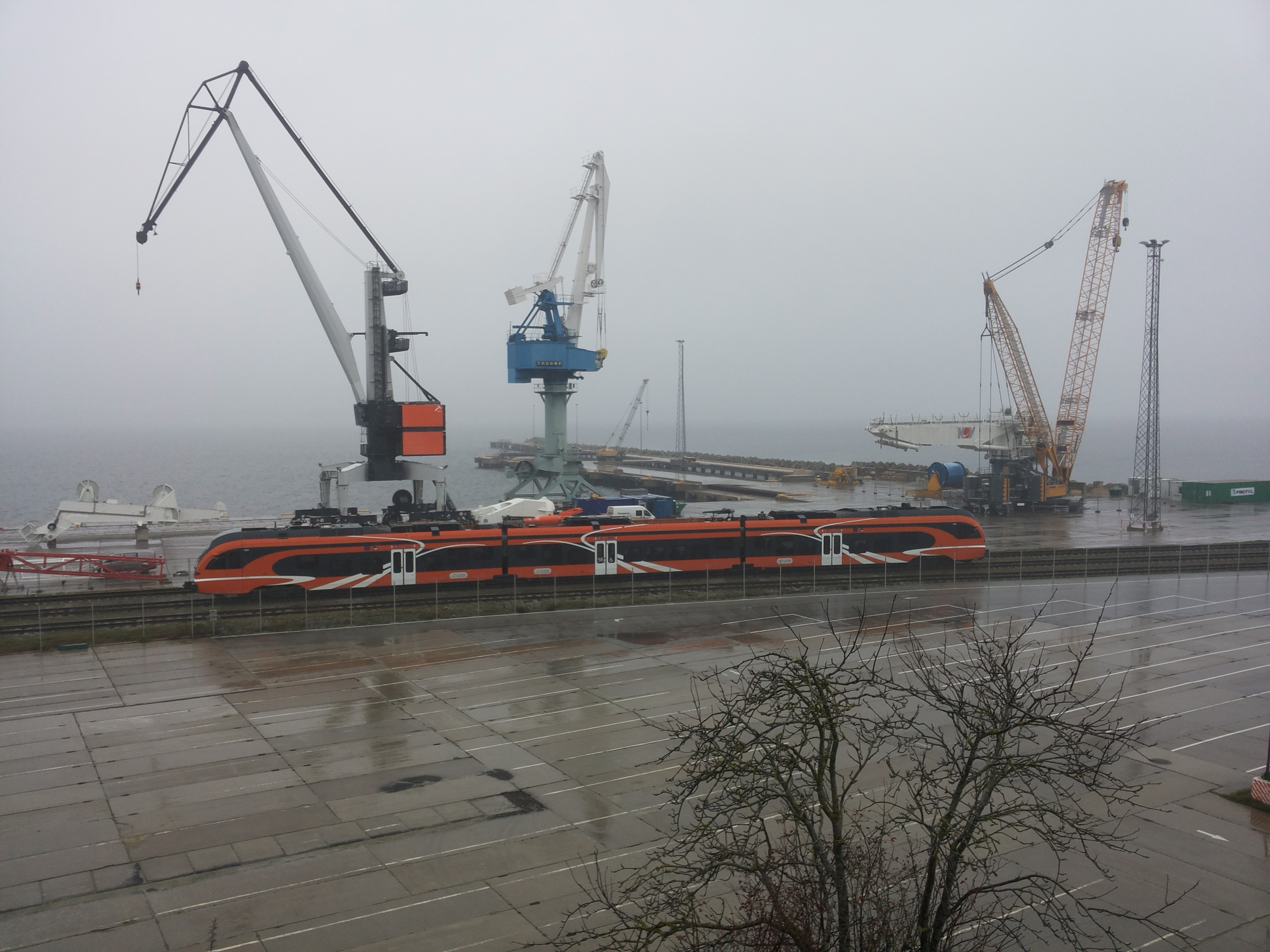
Южный порт Палдиски в ноябре 2015 года. В центре кадра электричка компании Elron

Технические данные порта согласно Регистру портов Эстонии:
- общий тоннаж судна — 7500 тонн и более;
- наибольшая длина судна — 250 м;
- наибольшая ширина судна — 45 м;
- наибольшая осадка судна — 14,5 м;
- наименьшая ширина судового хода — 180 м;
- наименьшая глубина судового хода — 15,5 м.

Порт имеет 10 стационарных причалов общей длиной 1850 метров:
| Номер причала | Грузы                            | Тип причала  | Глубина у причала, м | Длина причала, м |
| ------------- | -------------------------------- | ------------ | -------------------- | ---------------- |
| № 1           | жидкие, грузы судов ро-ро        | стационарный | 11,5                 | 193              |
| № 2           | смешанные и сыпучие, ро-ро       | стационарный | 11,2                 | 230              |
| № 3           | вспомогательный причал           | стационарный | 8,8                  | 123              |
| № 3A          | ро-ро                            | стационарный | 8,8                  | 107              |
| № 4           | ро-ро и контейнерные             | стационарный | 8,3                  | 163              |
| № 5           | смешанные и сыпучие грузы        | стационарный | 8,3                  | 152              |
| № 6           | смешанные и сыпучие грузы, ро-ро | стационарный | 8,5                  | 225,5            |
| № 7           | жидкие грузы                     | стационарный | 15,5                 | 249              |
| № 8           | смешанные и сыпучие грузы        | стационарный | 12,5                 | 160              |
| № 9           | смешанные и сыпучие грузы        | стационарный | 12,8                 | 247,5            |

Площадь складских помещений — 15 000 м², территория для складирования грузов охватывает около 540 000 м², объём резервуаров для хранения жидких грузов —  397 900 м³.
Порт осуществляет пассажирские перевозки по маршруту Палдиски — Капельшер (Швеция) — Палдиски. К порту также относится Промышленный парк Южного порта Палдиски.